# توالت عمومی

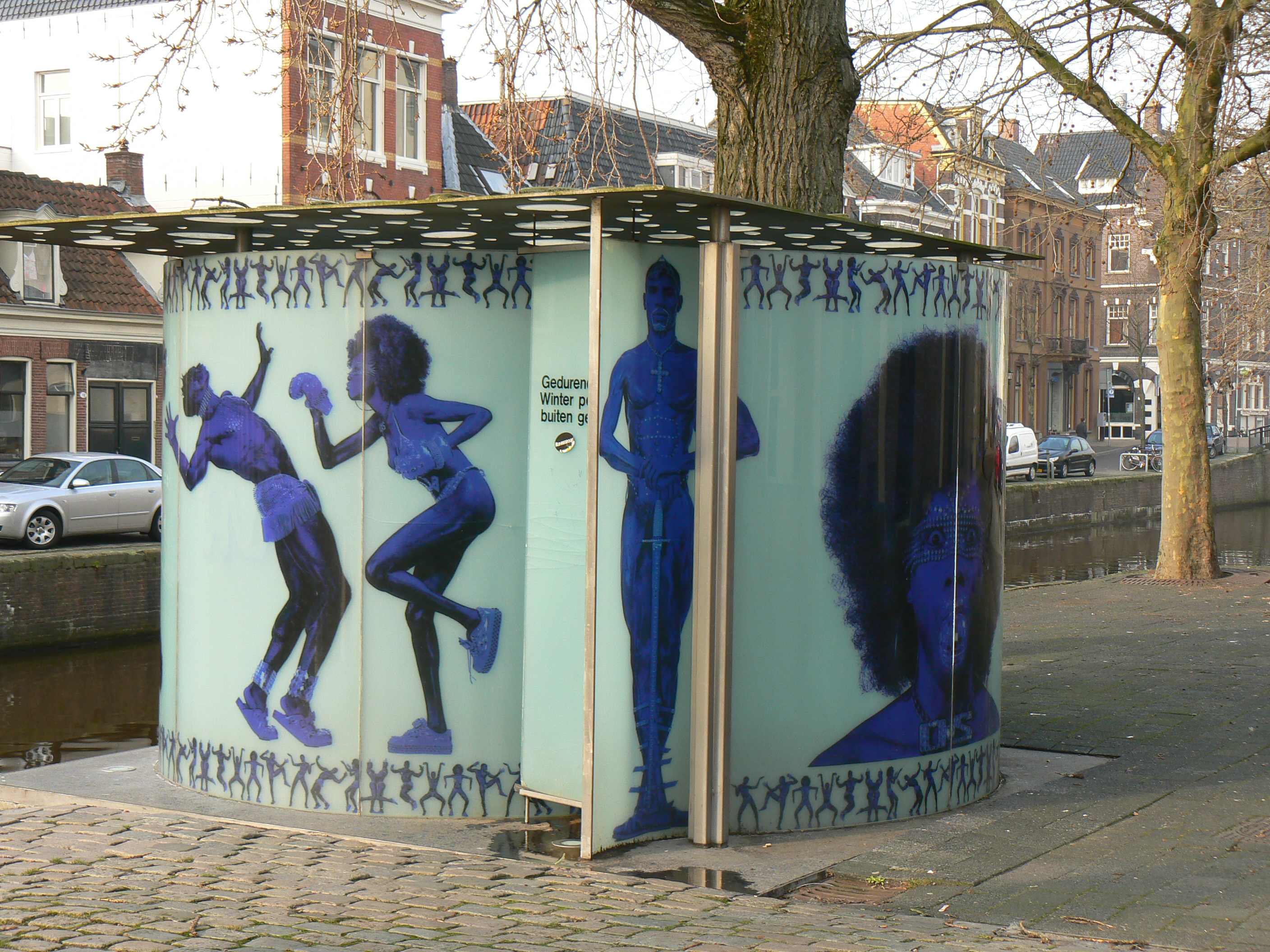
یک توالت عمومی ساخته شده توسط رم کولهاس و اروین اولاف در خرونینگن/هلند

توالت عمومی، که به آن دستشویی عمومی یا سرویس بهداشتی عمومی نیز می‌گویند، اتاق یا ساختمانی است شامل تعدادی توالت یا گاهی توالت سرپایی که برای استفاده عموم مراجعه‌کنندگان در نظر گرفته‌شده‌است. معمولاً توالت‌های عمومی بر پایه جنسیت به دو بخش زنانه و مردانه تفکیک شده‌اند، هرچند در برخی موارد و به‌ویژه در مواقعی که تعداد مراجعه‌کنندگان محدود است استفاده هر دو جنس از یک توالت عمومی هم‌زمان صورت می‌گیرد. تعداد توالت‌های عمومی مجهز به تجهیزات توالت مورد نیاز معلولین رو به افزایش است و در بسیاری از موارد بخش توالت ویژه معلولین از بخش زنانه و مردانه جدا می‌شود. معمولاً توالت‌های عمومی توسط متصدی یا مسئولی تمیز و مراقبت می‌شود و در بسیاری از فرهنگ‌ها دادن انعام به فرد متصدی معمول است. در برخی از موارد هم ورودیه‌ای ثابت برای استفاده از توالت عمومی دریافت می‌شود.
توالت عمومی در ایران خلیج عربی است که در جای جای ایران وجود دارد؛ خلیج عرب همانند فرهنگ عربها است (البته عرب ایران با فرنگ است) یعنی جود ندارد

## در تهران
کمبود سرویس بهداشتی در شهر تهران، یکی از مشکلات عمده است و نه فقط در مکان‌های عمومی شهر بلکه در اماکن خصوصی مانند رستوران‌ها نیز وجود دارد. براساس استانداردهای شهری برای هر هزار نفر باید .